# 蒂塞
蒂塞（法語：Tissey，法語發音：[tisɛ]）是法国勃艮第-弗朗什-孔泰大区约讷省的一个市镇，属于阿瓦隆区。

## 地理
蒂塞（47°51'6"N, 3°54'10"E）面积5.97 平方千米，位于法国勃艮第-弗朗什-孔泰大區约讷省，该省份为法国中北部内陆省份，西接卢瓦雷省，西北接塞纳-马恩省，南至涅夫勒省，东临科多尔省，东北与奥布省接壤。
与蒂塞接壤的市镇（或旧市镇、城区）包括：瑞奈、塞里尼、科朗、托内尔、韦扎讷。

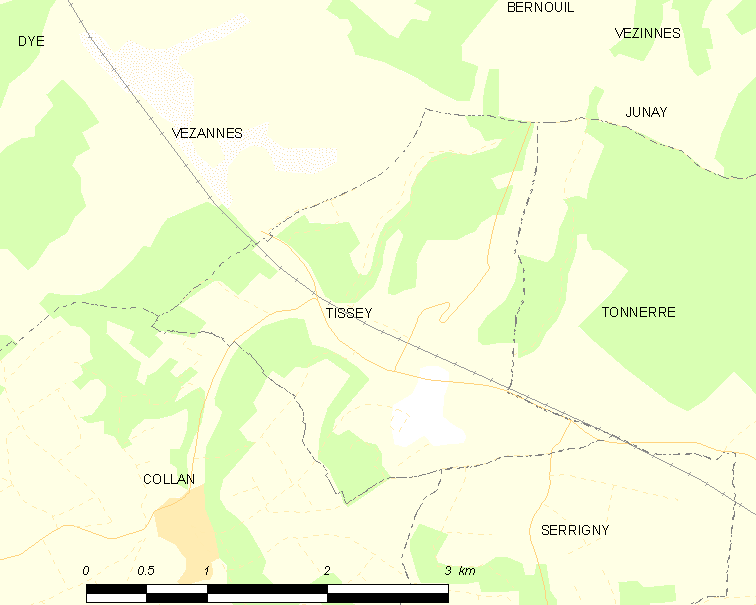
蒂塞的OSM定位图

蒂塞的时区为UTC+01:00、UTC+02:00（夏令时）。

## 行政
蒂塞的邮政编码为89700，INSEE市镇编码为89417。

## 政治
蒂塞所属的省级选区为托内鲁瓦县。

## 人口

1962-2008年间蒂塞人口变化图示

蒂塞于2022年1月1日时的人口数量为113人。